# Schilpario
Schilpario é uma comuna italiana da região da Lombardia, província de Bérgamo, com cerca de 1.302 habitantes. Estende-se por uma área de 63 km², tendo uma densidade populacional de 21 hab/km². Faz fronteira com Azzone, Borno (BS), Cerveno (BS), Lozio (BS), Ossimo (BS), Paisco Loveno (BS), Teglio, Vilminore di Scalve.

## Demografia
| Variação demográfica do município entre 1861 e 2011                               |
|                                                                                   |
| Fonte: Istituto Nazionale di Statistica (ISTAT) - Elaboração gráfica da Wikipedia |